# Ubatã (ort)
Ubatã är en ort i Brasilien.   Den ligger i kommunen Ubatã och delstaten Bahia, i den östra delen av landet, 900 km öster om huvudstaden Brasília. Ubatã ligger 112 meter över havet och antalet invånare är 15 604.
Terrängen runt Ubatã är varierad. Närmaste större samhälle är Ibirataia, 20,0 km nordväst om Ubatã.
I omgivningarna runt Ubatã växer i huvudsak städsegrön lövskog. Runt Ubatã är det ganska glesbefolkat, med 45 invånare per kvadratkilometer.